# Malý Javorník (přírodní rezervace)
Malý Javorník je přírodní rezervace poblíž města Karolinka v okrese Vsetín. Rozléhá se na svahu stejnojmenného vrcholu v Javornících v těsné blízkosti státní hranice se Slovenskem. K vyhlášení přírodní rezervace došlo v prosinci 2013. Oblast spravuje AOPK ČR Správa CHKO Beskydy.
Důvodem ochrany jsou rozvolněné, přírodě blízké lesní porosty a fragmenty dříve rozsáhlých hřebenových luk a pastevních lesů. Na toto území je vázána řada ohrožených a vzácných živočišných a rostlinných druhů, zejména populace roháčka jedlového (Ceruchus chrysomelinus) a jasoně dymnivkového (Parnassius mnemosyne).

## Galerie

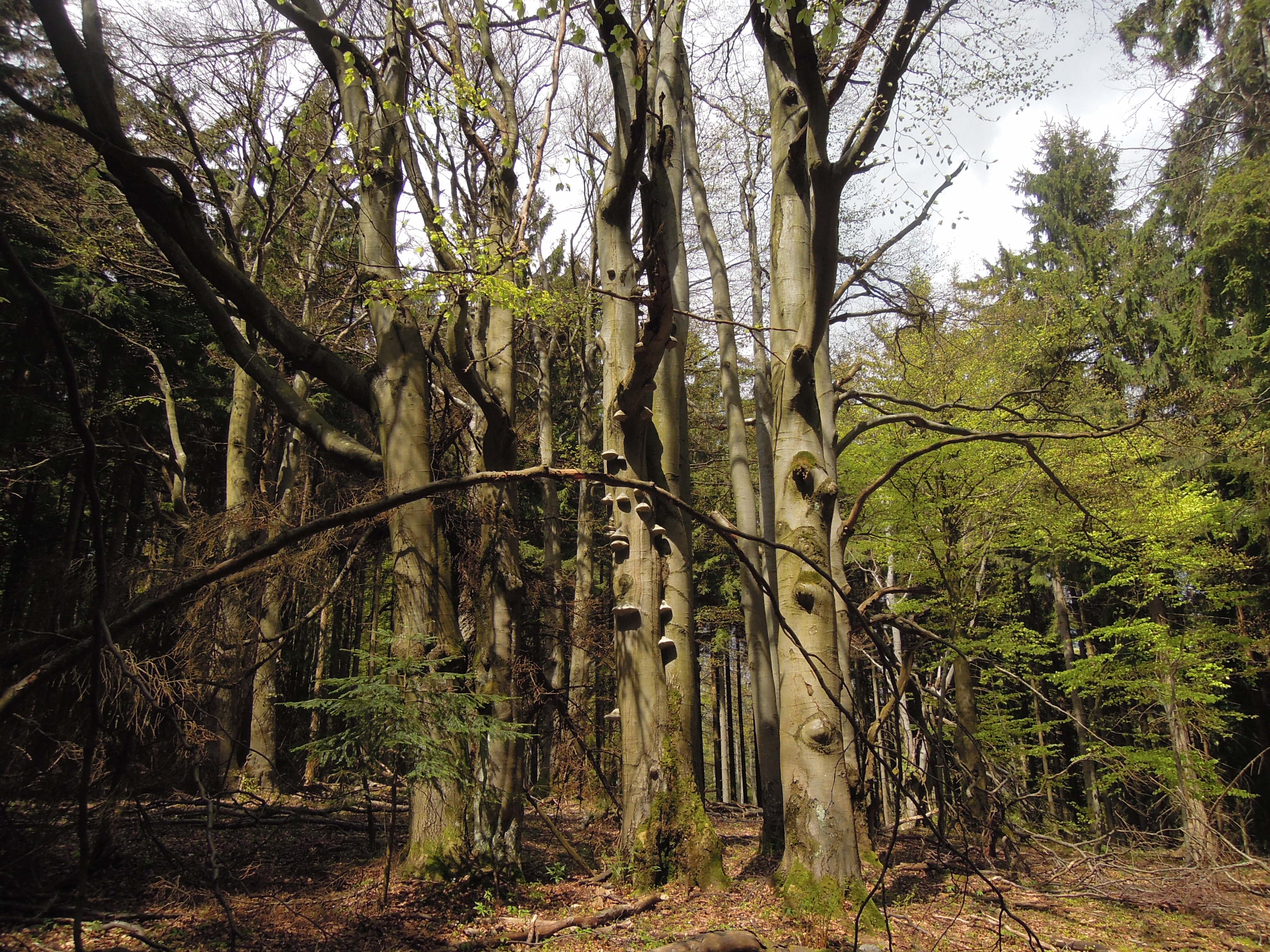
Přírodní rezervace Malý Javorník
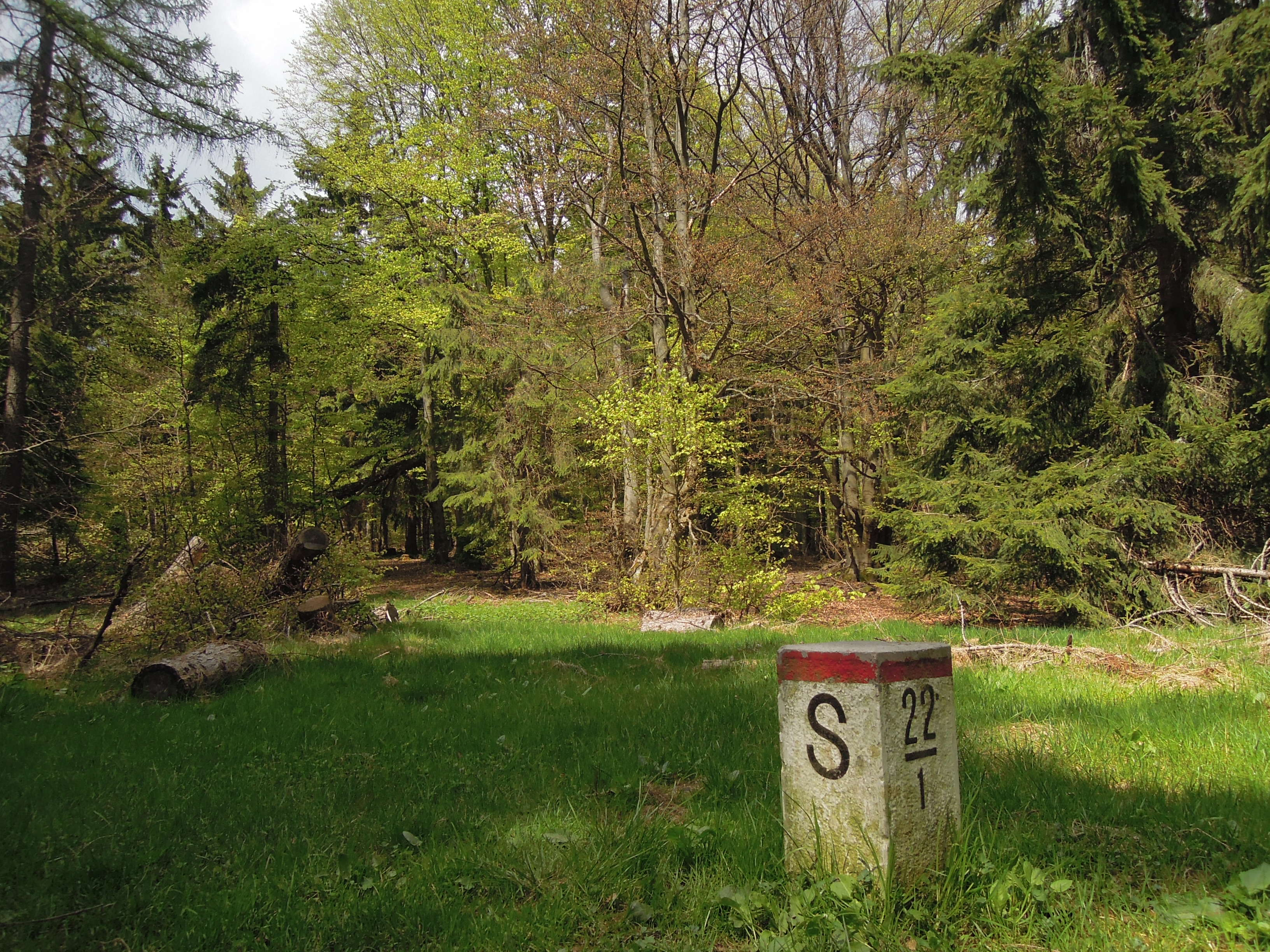
Jižní hranice chráněného území tvoří rovněž státní hranici se Slovenskem
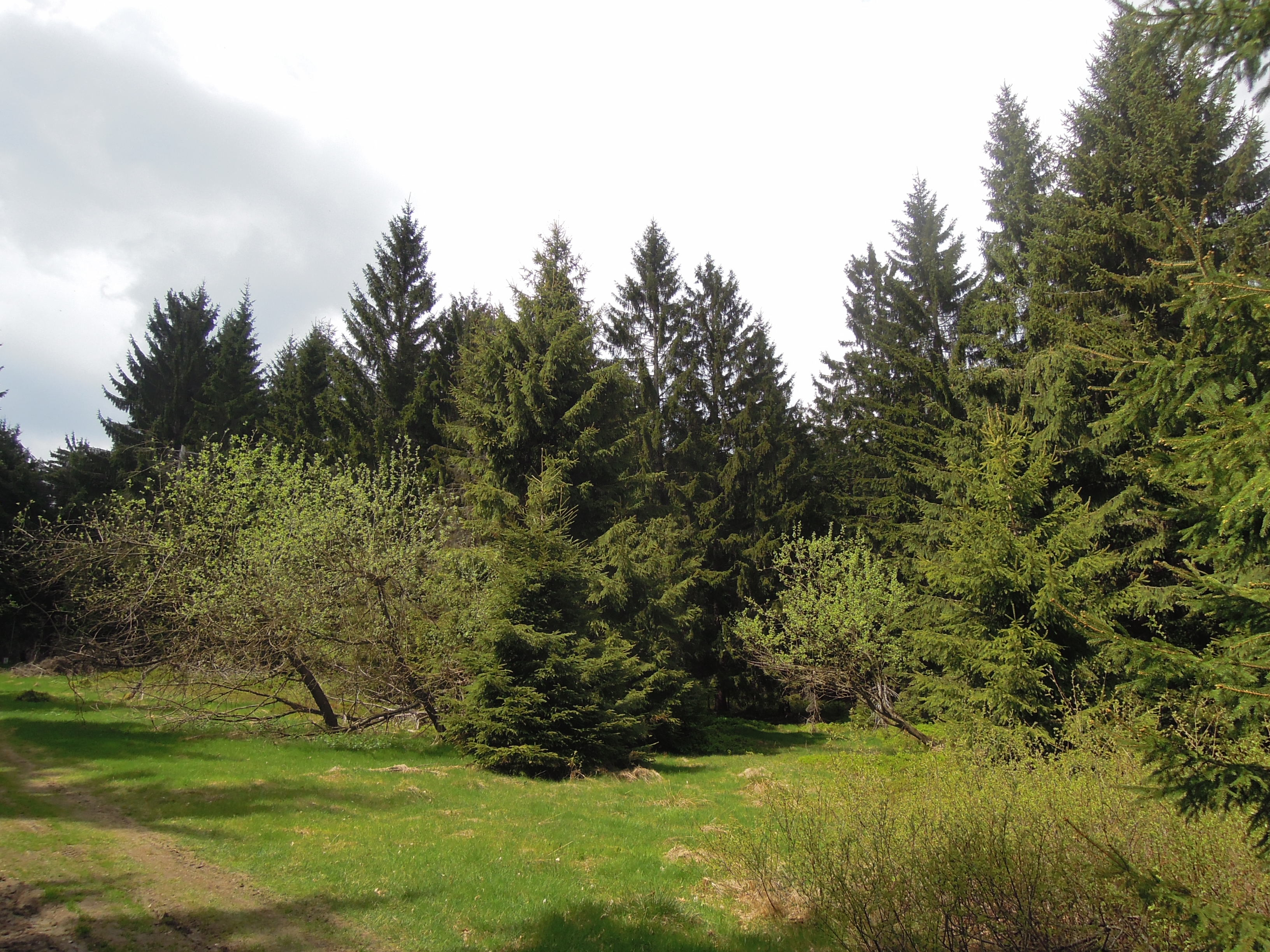
Lesní porost